# Голяма черногърба чайка
Голямата черногърба чайка (Larus marinus) е птица от семейство Чайкови (Laridae). Среща се и в България.

## Физически характеристики
Най-голямата европейска чайка - почти достига с някои от размерите си (без теглото - „по-стройна“ е, и отчасти без височината) едрите видове диви гъски. Дължината от върха на клюна до края на опашката варира между 61 и 76 cm, като това са, съответно, една от най-малките и една от най-големите, а не от средните дължини за вида (за сравнение: средната дължина на добре познатия в България гларус е около 55-59 cm, тъй като той се нарежда между големите и малките чайки).